# Henning Schwarz
Pour les articles homonymes, voir Schwarz.
Henning Schwarz, né le 5 octobre 1928 à Bad Oldesloe et mort le 13 avril 1993 à Kiel, est un homme politique allemand membre de l'Union chrétienne-démocrate d'Allemagne (CDU).
Fils de l'ancien ministre fédéral Werner Schwarz, il est diplômé en droit de l'université de Hambourg. Il travaille ensuite comme avocat puis notaire.
Il est nommé en 1969 ministre de la Justice de Schleswig-Holstein par Helmut Lemke. Après avoir été élu député au Landtag en 1971, il est confirmé par Gerhard Stoltenberg. Ce dernier en fait son vice-ministre-président en 1975 et le désigne ministre des Affaires fédérales en 1979. En 1982, Uwe Barschel le maintient dans toutes ses fonctions. Il retrouve le ministère de la Justice entre 1983 et 1985.
À la suite du scandale de l'affaire Barschel, ce dernier démissionne et Schwarz prend la direction du gouvernement du Land jusqu'aux élections anticipées de mai 1988. Ne s'étant pas représenté, il quitte la vie politique alors que le SPD provoque l'alternance.

## Biographie

### Jeunesse
Il est le fils de Werner Schwarz, dernier ministre fédéral de l'Agriculture de Konrad Adenauer.
Il sert dans la Wehrmacht lors de la Seconde Guerre mondiale. Il adhère en 1948 à l'Union chrétienne-démocrate d'Allemagne (CDU) et passe avec succès son baccalauréat l'année d'après. Il s'inscrit ensuite à l'université de Wurtzbourg, en Bavière, pour y étudier le droit.
En 1953, il obtient son premier diplôme juridique d'État à l'université de Hambourg, puis réussit le second en 1957. Ayant passé son doctorat avec succès en 1958, il s'installe comme avocat. Il exerce la profession de notaire à compter de 1959.

### Débuts en politique
Il est nommé le 3 novembre 1969 ministre de la Justice du Land de Schleswig-Holstein à l'âge de 41 ans, dans le second cabinet du ministre-président chrétien-démocrate Helmut Lemke. Il suspend donc ses activités professionnelles.
Lors des élections législatives régionales du 25 avril 1971, il se présente au Landtag dans la circonscription de Segeberg-West et l'emporte avec plus de 60 % des suffrages exprimés. Le nouveau ministre-président Gerhard Stoltenberg le confirme dans ses fonctions.

### Ascension
Il ne conserve pas son mandat parlementaire à l'occasion du scrutin du 13 avril 1975. Stoltenberg le promeut néanmoins aux fonctions de vice-ministre-président le 26 mai suivant, tout en le maintenant au ministère de la Justice. Ayant retrouvé le Landtag avec 51,3 % des voix dans la circonscription d'Ahrensburg au cours des élections du 29 avril 1979, il est nommé le 29 mai suivant vice-ministre-président et ministre des Affaires fédérales.
Lorsque Stoltenberg démissionne le 4 octobre 1982 pour devenir ministre fédéral des Finances, il assume l'intérim de la direction du gouvernement régional jusqu'à l'investiture dix jours plus tard d'Uwe Barschel en tant que nouveau ministre-président. Celui-ci le maintient dans toutes ses responsabilités.
Il remporte un dernier mandat aux élections du 13 mars 1983. Barschel en fait l'homme fort de son nouveau cabinet, ajoutant à ses fonctions antérieures le poste de ministre de la Justice. Il en est relevé le 16 décembre 1985.

### Ministre-président
À la veille des élections du 13 septembre 1987, l'affaire Barschel éclate. Ce scandale d'espionnage politique place la CDU en minorité face au SPD de Björn Engholm, une première depuis 1954. Après avoir un temps résisté, Barschel se démet le 2 octobre. En sa qualité de suppléant, Henning Schwarz assume la gestion des affaires courantes.
Le Landtag n'étant pas capable d'investir un nouveau chef de l'exécutif, des élections anticipées sont convoquées le 8 mai 1988 et aboutissent sur victoire éclatante du SPD. Le 31 mai, Engholm devient ministre-président et Schwarz met un terme à sa carrière politique.

### Après la politique
Il meurt d'une leucémie le 13 avril 1993, à l'âge de 64 ans.

### Vie privée
Il est marié et père de trois enfants.